# آيدول البوب الكوري
آيدول كي بوب أو آيدول البوب الكوري، هو محبوب الكي-بوب من المشاهير الذي قام بتدريب بجد لسنوات عديدة بعد أن مرّ بمراحل مختلفة من الاختبارات التي أجرها في إحدى وكالات المواهب الكورية الجنوبية مثل إس إم إنترتينمنت، واي جي إنترتينمنت وجاي واي بي إنترتينمنت. وحسب صحيفة  The Vancouver Observer، نمط آيدول كي بوب هو «شاب لا يصدق، مظهر جميل، وقادر على تحمل ملاحظة ميلودراما.»